# David Trueba

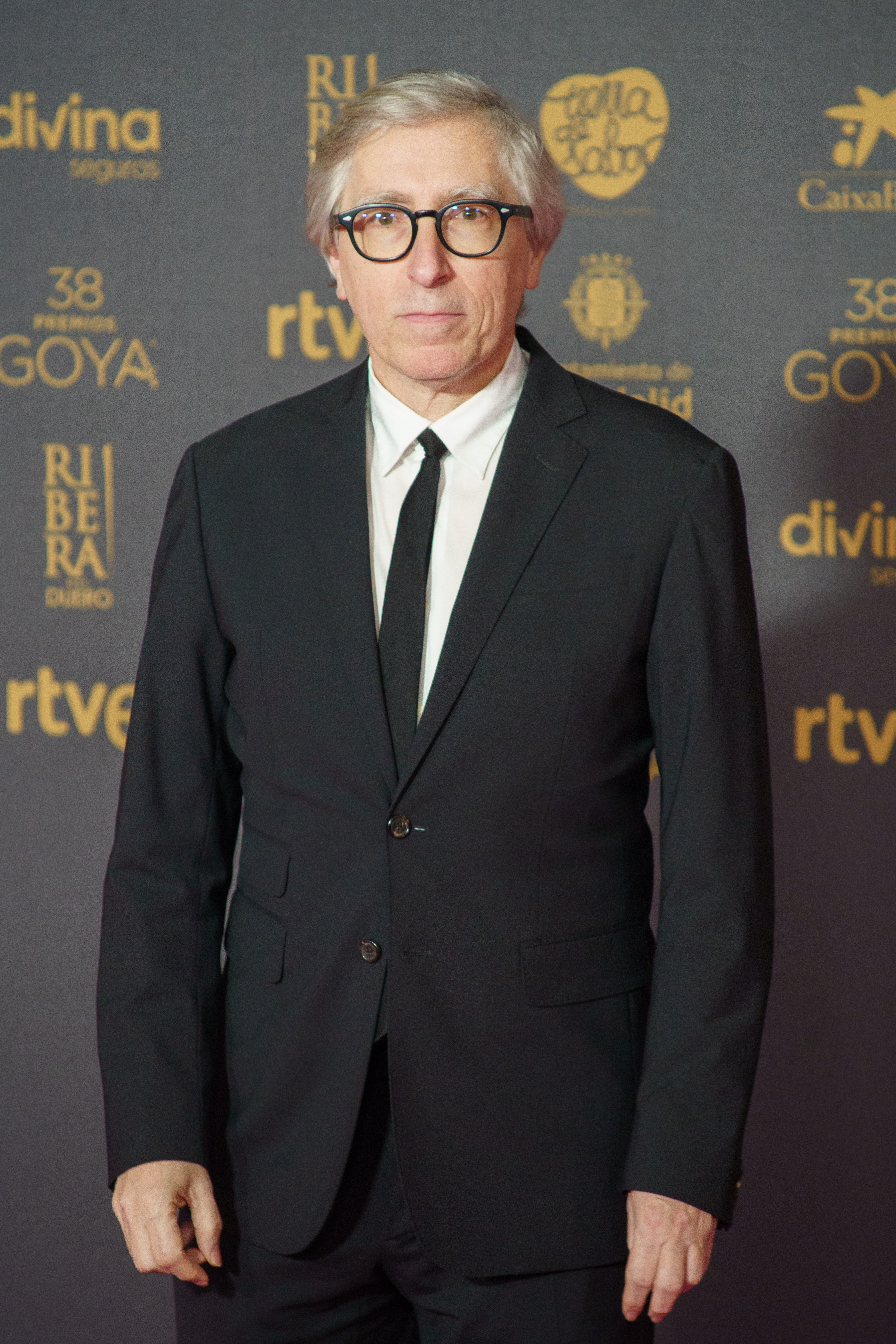
David Trueba (2024)

David Trueba Rodríguez (* 10. September 1969 in Madrid) ist ein spanischer Schriftsteller, Journalist, Drehbuchautor, Schauspieler und Filmregisseur.

## Leben
David Trueba ist ein Bruder des Filmregisseurs, Drehbuchautors und Filmproduzenten Fernando Trueba. Er studierte Journalistik an der Universidad Complutense de Madrid und belegte 1992 einen Drehbuchkurs am American Film Institute. Bereits vor dieser Reise war er als Liedtexter, Journalist für die Zeitungen El País und El Mundo und Drehbuchschreiber für die Fernsehsendungen Sopa de gansos und Querido Rafael tätig.
1996 übernahm er, nach einigen Drehbüchern, erstmals die Regie eines Films: La buena vida.
2004 wurde der Dokumentarfilm Balseros – Kubanische Träume vom Glück, bei dem Trueba am Drehbuch mitgeschrieben und den Film koproduziert hatte, für den Oscar nominiert. Soldados de Salamina war von Spanien zwar als Kandidat für den besten fremdsprachigen Film eingeschickt worden, erhielt aber keine Nominierung. Im gleichen Jahr wurde er Vizepräsident der Academia de Cine Española, eine Position, die er bis 2007 innehatte.
2008 wurde er für seinen Roman Saber perder mit dem Premio de la Crítica geehrt.
Seit 1995 wurde Trueba, in verschiedenen Kategorien, mehrfach für den Goya nominiert. 2014 erhielt er den Goya für die beste Regie und für das beste Drehbuch für seinen Film Vivir es fácil con los ojos cerrados, der zudem als bester Film ausgezeichnet wurde.

## Filmografie

### Regie
- 1996: La buena vida
- 2000: Obra maestra
- 2003: Soldados de Salamina
- 2006: La silla de Fernando (Dokumentarfilm)
- 2006: Bienvenido a casa
- 2011: Madrid 1987
- 2013: Vivir es fácil con los ojos cerrados
- 2020: A este lado del mundo
- 2023: Saben aquell
- 2024: El hombre bueno

### Drehbuch
- 1994: Los peores años de nuestra vida
- 1997: Perdita Durango
- 1998: Das Mädchen deiner Träume (La niña de tus ojos)
- 2000: Obra maestra
- 2002: Balseros – Kubanische Träume vom Glück (Balseros)
- 2003: Soldados de Salamina
- 2006: La silla de Fernando (Dokumentarfilm)
- 2006: Bienvenido a casa
- 2011: Madrid 1987
- 2013: Vivir es fácil con los ojos cerrados
- 2020: A este lado del mundo
- 2023: Saben aquell
- 2024: El hombre bueno

## Romane
- Abierto toda la noche (1995)
- Cuatro amigos (1999)
- Saber perder (2008; dt. 2011 als Die Kunst des Verlierens)
- Madrid, 1987 (2013)
- Blitz (2015)
- Tierra de Campos (2017)